# Pedal-Ove
Ove Thomas Hansen (født 28. juni 1944, død 23. november 2019), bedre kendt som Pedal-Ove, var hovedpersonen i en omstridt drabssag, der blev kendt som Danmarks største justitsmord.
Hansen blev den 12. november 1982 dømt for at have dræbt sin fraseparerede hustru, Brita Hansen. Hans sag blev genoptaget den 29. november 1991 af Den Særlige Klageret, og den 13. april 1992 blev han frikendt for drab og fik tilkendt erstatning.
Hansen døde den 23. november 2019 på Aalborg Universitetshospital i en alder af 75 år.